# Dembéni
Dembéni és un municipi francès, situat a la col·lectivitat d'ultramar de Mayotte. El 2007 tenia 10.141 habitants.